# Haurietis aquas
Haurietis aquas in Gaudio est une encyclique du pape Pie XII sur la dévotion au Sacré-Cœur. Elle a été publiée le 15 mai 1956, à l'occasion du centième anniversaire de l'extension de la solennité du Sacré-Cœur à l'Église universelle par le pape Pie IX. Les paroles qui ouvrent l'encyclique sont une citation du prophète Isaïe : « Vous puiserez de l'eau avec allégresse aux sources du salut » (chapitre 12, verset 3).
Haurietis aquas se place dans le prolongement de deux encycliques antérieures. En publiant Annum Sacrum en 1899, Léon XIII avait consacré le monde entier au Sacré-Cœur de Jésus.
En 1928, Pie XI publie Miserentissimus Redemptor pour promouvoir les actes de réparation. En s'appuyant sur les Pères de l'Église et les enseignements de ses prédécesseurs, Pie XII s'attache à développer la dévotion au Sacré-Cœur et à réfuter les arguments de ceux qui s'y opposent.
Il déclare que ce cœur est un signe de la charité immense du Christ pour l'humanité et que par conséquent il doit être dignement honoré. Le Sacré-Cœur est uni hypostatiquement au Verbe divin, source de toute lumière et miséricorde.
L'Eucharistie, immolation perpétuelle de l'Agneau, est décrite comme le moment fort du Sacré-Cœur. Ce sacrifice est défini comme l'actualisation de l'amour rédempteur du sacrifice de la croix.
L'Église, explique le pape, est née dans le Sacré-Cœur, car l'Église est elle-même le Corps mystique de l'Agneau immolé, dont le Cœur jaillit de sang éternel pour la rédemption du genre humain.
La lettre encyclique se poursuit en déclarant que l'effusion de l'Esprit Saint trouve aussi sa source dans le Sacré-Cœur. Il cite Zacharie qui dicte le verset « Ils regarderont Celui qu’ils ont transpercé ».
Le document magistériel nomme plusieurs saints dévoués au Sacré-Cœur, dont Marguerite-Marie Alacoque, Claude de la Colombière, Thomas d'Aquin, Jean Eudes, Pierre Canisius, Henri Suso, sainte Gertrude et Catherine de Sienne.
Pie XII propose la dévotion au Sacré-Cœur comme remède aux maux du monde moderne. Il croit en effet que cette dévotion est une source de grâces qui peut unir les familles et les nations de la terre. Il recommande aussi le culte au Cœur immaculé de Marie, dont le cœur est intimement uni au cœur du Christ.
L'intention principale de cette encyclique fut de proposer un remède spirituel vraiment inépuisable en réponse aux tièdes et aux impies.